# Francis Kramarz
Francis Kramarz, né le 8 mars 1958, est un économiste français. Il a été directeur du Centre de recherche en économie et statistique (CREST) et professeur chargé de cours à l'École polytechnique, puis professeur émérite jusqu'en 2024.

## Biographie

### Jeunesse et études
Diplômé de l'École polytechnique (promotion 1976) et de l'École nationale de la statistique et de l'administration économique (ENSAE, promotion 1981), il est titulaire d'un doctorat de sciences économiques de l'université Paris-Nanterre obtenu en 1994.

### Parcours professionnel
Il a été professeur à Polytechnique, où il a enseigné la microéconomie jusqu'en 2024.
Il est membre du Conseil d'orientation pour l'emploi créé par Jean-Pierre Raffarin en 2005.
Il est membre du Groupe d'experts sur le Smic entre 2009-2012.
Il est membre du Conseil d'analyse économique, ainsi que de la Commission Attali.
Il apporte son soutien à Emmanuel Macron lors de l'élection présidentielle de 2017.

## Ouvrages
- De la précarité à la mobilité : vers une Sécurité sociale professionnelle, coécrit avec Pierre Cahuc, rapport au ministre de l’Économie, des Finances et de l’Industrie et au ministre de l’Emploi, du Travail et de la Cohésion sociale, paru à La Documentation française, juin 2005[6]

prix « Risques-Les Échos » pour le meilleur livre en assurance en 2005
- Marianne Bertrand, Francis Kramarz, Antoinette Schoar, David Thesmar, Politicians, Firms and the Political Business Cycle, 2007 lire en ligne
- Plus de marché pour plus d’État, préfacé par Emmanuel Macron